# Nanofertilizantes Foliares

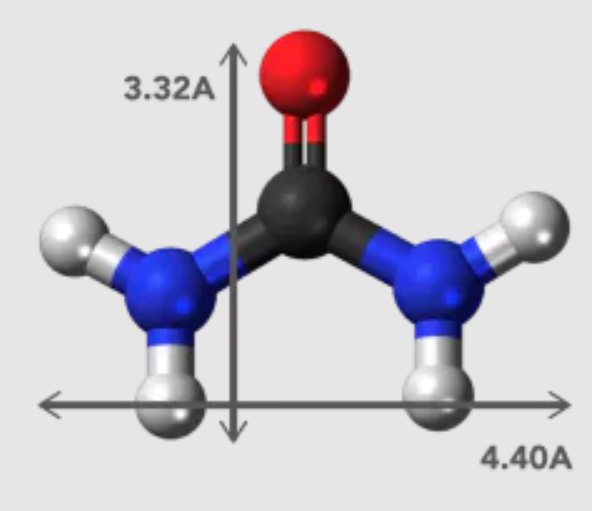
O tamanho da molécula de ureia é inferior a 2nm

Os fertilizantes foliares com nanotecnologia representam uma inovação e uma nova abordagem na agricultura moderna, trazendo uma enorme contribuição para a eficiência de uso e sustentabilidade dos processos de fertilização. Fertilizantes foliares formulados com nanopartículas permitem uma absorção mais eficaz dos nutrientes pelo sistema das plantas, resultando em diversos benefícios como maior produtividade e menor impacto ambiental.

### Desafios da Agricultura Moderna
A agricultura enfrenta o desafio contínuo de aumentar a produção de alimentos para atender à demanda global crescente, enquanto se esforça para minimizar os impactos ambientais adversos, como a contaminação do solo, do ar e da água, além do uso excessivo de recursos naturais.

### Papel da Nanotecnologia na Adubação Foliar
A nanotecnologia oferece soluções promissoras para esses desafios, permitindo o desenvolvimento de nanofertilizantes que otimizam a absorção de nutrientes pelas plantas. Ao reduzir a quantidade necessária de fertilizantes e melhorar sua eficiência, os nanofertilizantes contribuem para uma agricultura mais sustentável.

### Benefícios dos Nanofertilizantes Foliares
Alta Eficiência de Absorção: As nanopartículas, devido ao seu tamanho nanométrico, oferecem maior biodisponibilidade, com uma maior superfície de interação, resultando em uma taxa de absorção superior e maior eficiência de uso dos nutrientes pelas plantas.
Maior Mobilidade e Translocação: As nanopartículas são facilmente transportadas pelo floema, permitindo que os nutrientes sejam distribuídos por toda a planta de forma eficaz.
Nanopartículas Bioencapsuladas: Permitem a liberação controlada dos nutrientes ao longo do tempo, reduzindo as perdas por lixiviação e volatilização. Além disso, oferecem maior compatibilidade química com outros produtos, reduzindo os custos operacionais de aplicação.
Sustentabilidade: Redução significativa do impacto ambiental devido à menor quantidade de aplicação de fertilizantes e sua maior eficiência de uso.

### Exemplos de Nanofertilizantes
Um exemplo notável é a NANO UREIA, um fertilizante foliar com nanotecnologia à base de Nitrogênio a 20%. Suas nanopartículas bioencapsuladas possuem tamanhos nanométricos (entre 20 e 50 nm), em comparação com soluções convencionais cujas moléculas são maiores (entre 8.000 e 10.000 nm). Isso resulta em uma maior eficácia na entrega de nutrientes ao sistema da planta de forma mais sustentável.

### Impacto no Setor Agrícola
A introdução de nanofertilizantes foliares tem o potencial de revolucionar a maneira como os agricultores nutrem suas plantas, proporcionando não apenas maior produtividade, mas também uma abordagem mais sustentável e eficiente para a agricultura, utilizando menos recursos e diminuindo custos operacionais em transporte e armazenagem. Espera-se que a adoção de nanofertilizantes continue a crescer, beneficiando tanto os produtores e cultivos, quanto o meio ambiente.